# Zlatar vára
Zlatar vára egy középkori várhely Horvátországban, Krapina-Zagorje megyében, Zlatar város területén.

## Története
A zlatari erődöt első ízben Rudolf király oklevelében 1582. február 21-én említik a zlatari mezőn fekvő kastélyként („castelli in campo Zlathariensi”). Az oklevélben a király megerősíti Bojnicsich Gáspár a kastély, vagyis annak leégett maradványai feletti tulajdonjogát. Mivel tudjuk, hogy Bojnicsich azzal, hogy feleségül vette Buzancsich Margitot a mai Zlatar és Batina térségben e család számos birtokát megszerezte kétségtelen, hogy ez az erősség a Buzancsich család kezében volt már a tűzvész előtt is. Nem tudjuk, hogy ők voltak-e építői, de az tudható, hogy 1546-ig a Buzancsichok a zlatari birtokon („domum et curiam nobilitarem in owne Zlathar”) birtokoltak házat és kúriát. I. Ferdinánd azonban Buzancsich Márton hűtlensége miatt büntetésként elvette tőlük, és Polichanin Györgynek, Zrínyi Miklós bán szolgálatában álló kapitánynak adta. Később a Buzancsichok visszanyerték zlatari birtokaikat, majd hozományként Bojnicsich Gáspár kezére kerültek. Mindent összevetve megállapítható, hogy a vár valamikor az 1470-es évek második fele és 1546 között épült és 1582 előtt leégett. Első említése csak ezután történt.

## A vár mai állapota
A vár szerény maradványai a mai Zlatar bejáratánál, a Šipron nevű alacsony kúpos domb tetején találhatók, jó kilátással az egész Zlatari mező területére. A domb legteteje valójában egy szabálytalan négyszög alaprajzú lapos fennsík, amelynek közepén egy mesterséges földdomb emelkedik. Alaprajza majdnem megegyezik a fennsíkkal, amelynek szélétől körülbelül két méterre állt. A terep és a közelben található hasonló védelmi építmények alapján ítélve a Šipron-hegy teljes teteje elég nagy volt ahhoz, hogy elférjen rajta egy négyzet alakú védőtorony, amelyet minden oldalról paliszádfal védett.